# Reprezentacja Serbii U-17 w piłce nożnej mężczyzn
Reprezentacja Serbii U-17 w piłce nożnej - juniorska reprezentacja Serbii, sterowana przez Serbski Związek Piłki Nożnej. Jest powoływana przez selekcjonera, w niej występować mogą wyłącznie zawodnicy, którzy w momencie przeprowadzania imprezy docelowej (finałów Mistrzostw Europy) nie przekroczyli 17 roku życia.
Trenerem reprezentacji jest Milan Lešnjak.

## Występy w ME U-17
- 2002: Nie zakwalifikowała się
- 2003: Nie zakwalifikowała się
- 2004: Nie zakwalifikowała się
- 2005: Nie zakwalifikowała się
- 2006: Faza grupowa
- 2007: Nie zakwalifikowała się
- 2008: Faza grupowa
- 2009: Nie zakwalifikowała się
- 2010: Nie zakwalifikowała się
- 2011: Faza grupowa
- 2012: Nie zakwalifikowała się
- 2013: Nie zakwalifikowała się